# 大嵙崁撫墾局
大嵙崁撫墾局為台灣撫墾局轄下的地方分支單位，成立於1886年的台灣清治時期末，為北台灣山地行政的權責機關。大嵙崁即今大溪區，同一地點亦設撫墾總局。
該局轄下統轄雙溪（雙溪）分局、三角湧分局、咸菜甕分局、五指山分局及田尾（南莊）分局。而該局設有委員、通事、醫生、教讀、剃頭匠等人員。